# Mesomedes
Mesomedes war ein antiker griechischer Kitharöde und Lyriker. 
Mesomedes stammte von Kreta und war laut Suda ein Freigelassener Hadrians. Eusebius berichtet, dass seine Hauptschaffenszeit nach 144 anzusetzen ist. Je eines seiner Gedichte sind in der Anthologia Palatina und der Anthologia Planudea überliefert. Hinzu kommen weitere 13 erhaltene Gedichte. Vier von ihnen sind mit musikalischen Noten versehen. Es handelt sich bei den Gedichten um Tierfabeln, Hymnen, die Beschreibung eines Schwammes und einer Uhr und die Beschreibung der Herstellung von Glas. Seine Sprache deutet einen dorischen Dialekt an. Die Versmaße sind vielfältig, vor allem anapästisch.
Um 1565 entdeckte der Florentiner Philologe und Humanist Girolamo Mei die Notenzeichen, die den handschriftlich überlieferten Hymnen des Mesomedes beigegeben waren und zu den wenigen überlieferten Beispielen griechischer Musik gehören. Aus den Versuchen, diese Noten zu entschlüsseln, entstand in der Folge eine inzwischen über Jahrhunderte dauernde Diskussion über die Praxis der antiken griechischen Musik. Die damaligen Gelehrten-Diskussionen und musikalischen Versuche zur Wiederbelebung der griechischen Musik führten zum recitar cantando, einer Art Sprechgesang, der von einem Instrument begleitet wurde (Monodie). Dies gilt als der Beginn der Gattung Oper.